# سمح طمحة (الشحر)
'

تعديل مصدري - تعديل

سمح طمحة هي إحدى قرى عزلة الشحر بمديرية الشحر التابعة لمحافظة حضرموت، بلغ تعداد سكانها 48 نسمة حسب تعداد اليمن لعام 2004.